# Lithium (element)
Lithium is een scheikundig element met symbool Li en atoomnummer 3. Het is een zilverwit alkalimetaal.

## Ontdekking
Lithium werd in 1817 ontdekt door de Zweedse scheikundige Johan Arfwedson. De naam is afgeleid van het Oudgriekse λίθος (lithos) dat 'steen' betekent. Arfwedson ontdekte het element tijdens het onderzoeken van mineralen die afkomstig waren uit de Utö-mijnen op het Zweedse eiland Utö. Christian Gmelin observeerde in 1818 dat lithiumzouten in een vlam een heldere rode kleur gaven. Geen van beide was echter in staat lithium te isoleren. De eerste isolatie van lithium gebeurde tijdens de elektrolyse van lithiumoxide door William Thomas Brande, een Engels scheikundige. In 1923 werd lithium voor het eerst op grote schaal geproduceerd door het Duitse bedrijf Metallgesellschaft AG, waar men lithium verkreeg door middel van elektrolyse van een mengsel van lithiumchloride en kaliumchloride.

## Toepassingen
Wereldwijd wordt lithium het meest gebruikt voor batterijen, met een veel bescheidener aandeel gevolgd door keramiek- en glasindustrie. De vraag neemt snel toe vooral door de introductie van elektrische automobielen die voorzien zijn van herlaadbare accu’s met lithium.
- Lithiumcarbonaat en lithiumcitraat worden als medicijn gebruikt bij de onderdrukking van manie en depressie. In de algemene zin worden deze medicijnen gewoonlijk aangeduid met lithium, de naam van de werkzame stof (het Li+-ion).
- Lithium wordt toegepast in oplossingen voor warmte-uitwisseling. Het heeft een grote specifieke warmte.
- Het Li+-ion is bijzonder klein. Er zijn enkele vaste stoffen met een gelaagde structuur waar het tussen de lagen kan indringen. Deze interkalaten zijn interessante materialen voor droge batterijen.
- Lithium heeft een hoog elektrochemische potentiaal. Het metaal wordt gebruikt in de organische synthese.
- De halogeniden, zoals lithiumchloride en lithiumbromide, zijn hygroscopisch en worden als droogmiddelen gebruikt.
- Het stearaat is een veelgebruikt smeermiddel bij hoge temperaturen.
- Lithium wordt toegevoegd aan speciale glassoorten, zoals glas voor telescoopspiegels. Ook wordt het toegevoegd aan glas om het hittebestendig te maken.
- De reactiviteit van lithium met water wordt wel gebruikt als energiebron voor het aandrijven van een torpedo.
- Lithiumdeuteride (LiD) is de nucleaire 'springstof' in kernfusiewapens, omdat een kilogram dezelfde explosieve kracht heeft als 64.000 ton TNT.

## Opmerkelijke eigenschappen
Lithium is het lichtste metaal. Twee liter lithium weegt net iets meer dan een kilogram. In pure vorm is het een zacht glimmend grijs (zilverkleurig) materiaal dat aan de lucht snel oxideert. Ook met water reageert het snel onder vrijkomen van waterstof, maar het is het minst reactieve element van de alkalimetalen. In de vlam geeft het een rode kleur.
Het metaal kan uit zijn zouten vrijgemaakt worden langs elektrochemische weg, via elektrolyse van bijvoorbeeld het chloride:
| kathode: | {\displaystyle {\ce {Li+(aq) + e^-}}} | {\displaystyle {\ce {-> Li(aq)}}}         |
| anode:   | {\displaystyle {\ce {2{Cl^{-}}(aq)}}} | {\displaystyle {\ce {-> Cl2(g) + 2 e^-}}} |
Lithium is een metaal met een dichtheid van slechts de helft van die van water, maar omdat het zo reactief en zacht is kan het niet als constructiemateriaal gebruikt worden. Als zodanig wordt het dan ook niet veel toegepast.

## Voorkomen en voorraden
Het element komt in bepaalde rotssoorten voor en in het water van vele bronnen. Ook de mineralen lepidoliet, spodumeen, petaliet en amblygoniet zijn lithiumhoudende verbindingen. In 2020 werd de totale reserve wereldwijd geschat op 22 miljoen ton (2014: 13,5 miljoen) waarvan bijna de helft in Chili.
De belangrijkste producenten zijn Australië en Chili. In de lithiumdriehoek, op de grens van Chili, Bolivia en Argentinië, ligt naar schatting iets meer dan 50% van de wereldwijde lithiumvoorraad. Sociedad Química y Minera de Chile (SQM) is de belangrijkste producent en is vooral actief bij het zoutmeer Salar de Atacama. In 2020 produceerde Australië bijna 40.000 ton gevolgd door Chili met 21.500 ton. In 2014 produceerden beide landen elk nog ongeveer 13.000 ton. De Volksrepubliek China stond in 2014 op de derde plaats met 5000 ton en behield deze positie in 2020 maar met een productie van 13.300 ton. Deze drie landen hadden in 2020 een gezamenlijk aandeel van 90% in de wereldwijde productie die in dat jaar 82.500 ton bedroeg (2014: 36.000 ton en in 2008: 16.000 ton). In de Verenigde Staten wordt nog lithium gewonnen uit de pekel van het Searles zoutmeer in Californië. Naast de mijnproductie komt er ook lithium beschikbaar door recycling.
Lithium komt ook voor in tabak, in sommige minerale wateren, in aardappelen, tomaten, graan en kool.

### Winning van lithium uit pekel
De winning van lithium uit pekel (zout water) is in de meeste gevallen economisch rendabeler dan uit vast erts. Daar bestaan verschillende methodes voor:
- Verdamping: Een bassin wordt gevuld met pekel, waarna men een deel van het water laat verdampen door de zon en de wind. Het natriumchloride, dat slechter oplosbaar is dan lithiumchloride, slaat deels neer en wordt afgevoerd. Met de overgebleven vloeistof met daarin nog steeds opgelost het lithiumchloride wordt het proces herhaald. Door dit proces enkele malen te herhalen wordt de zoutoplossing steeds geconcentreerder en schuift de verhouding natrium/lithium in de oplossing steeds meer op in de richting van lithium.[5]
- Filtering: Een membraan van lithium-lanthaan-titaan-oxide (LLTO) laat lithiumionen door waarmee de concentratie lithium winbaar wordt.[6] Voor 1 kg lithium is ca 76 kWh aan energie benodigd, waarbij chloor en waterstof als bijproduct beschikbaar komen.
- Extractie: Aan pekel wordt een extractiemiddel toegevoegd dat selectief lithiumionen aan zich bindt. Als zich een evenwicht ingesteld heeft wordt het extractiemiddel weer uit de pekel gefilterd en geregenereerd. Een voorbeeld van zo'n extractiemiddel is titaanzuur.[7]

Eerst wordt titaanzuur toegevoegd aan de pekel waaruit men het lithium wil extraheren:
{\displaystyle {\ce {H2TiO3 (s) + 2 Li+ (aq) <=> Li2TiO3 (s) + 2 H+ (aq)}}}
Na enige uren wordt het ontstane lithiumtitanaat weer uit de pekel gefilterd en geregenereerd in zoutzuur:
{\displaystyle {\ce {Li2TiO3 (s) + 2 HCl (aq) <=> H2TiO3 (s) + 2 LiCl (aq)}}}
Uiteindelijk wordt de ontstane lithiumchlorideoplossing ingedampt tot vast lithiumchloride en het geregenereerde titaanzuur wordt hergebruikt.

## Isotopen
| Stabielste isotopen | Stabielste isotopen | Stabielste isotopen     | Stabielste isotopen     | Stabielste isotopen     | Stabielste isotopen     |
| Iso                 | RA (%)              | Halveringstijd          | VV                      | VE (MeV)                | VP                      |
| ------------------- | ------------------- | ----------------------- | ----------------------- | ----------------------- | ----------------------- |
| 6Li                 | 7,5                 | stabiel met 3 neutronen | stabiel met 3 neutronen | stabiel met 3 neutronen | stabiel met 3 neutronen |
| 7Li                 | 92,5                | stabiel met 4 neutronen | stabiel met 4 neutronen | stabiel met 4 neutronen | stabiel met 4 neutronen |
| 8Li                 | Syn                 | 0,840 s                 | β−                      | 12,0                    | 8Be                     |

Er zijn twee natuurlijke stabiele isotopen 6Li (7,5%) en 7Li (92,5%). De isotoopverhouding is op aarde aan plaatselijke schommelingen onderhevig doordat bij een aantal geologische processen de uitwisseling van de ene isotoop gemakkelijker is dan de andere. Zo ontstaat fractionering. In bijvoorbeeld mineralen kan Li+ de octaëdrische plaats van magnesium en ijzer overnemen, 6Li doet dat makkelijker dan 7Li.
Lithium, meer precies de isotoop 7Li, zou al in de oerknal (big bang) zijn aangemaakt (theorie), de zwaardere elementen stammen van nucleosynthese in de later gevormde sterren.

## Ionen
| Oxidatiegetal | Toelichting                                                                                        |
| ------------- | -------------------------------------------------------------------------------------------------- |
| 0             | Vrij metaal, komt niet in de natuur voor                                                           |
| +1            | standaardion van het element, bijvoorbeeld in lithiumcarbonaat, medicijn bij bipolaire stoornissen |

## Toxicologie en veiligheid
Hoewel oplossingen van lithium niet bijzonder giftig zijn, moet het vanwege zijn medische effecten toch met voorzichtigheid behandeld worden. Het metaal is brandbaar en kan in contact met water tot ontploffingen leiden. Contact met de huid moet vermeden worden.